# Barrière des espèces
Pour la médecine (vétérinaire notamment) et pour l'épidémiologie et l'éco-épidémiologie, la barrière des espèces est une barrière hypothétique et symbolique interdisant, au moins momentanément, la transmission d'une maladie d'une espèce à une autre appartenant au même genre ou à la même famille. 
Dans ce contexte, le franchissement de la barrière des espèces constitue le passage d'une pathologie d'une espèce à une autre jusqu'alors non affectée.
L'hypothèse autrefois couramment admise qu'il existe une véritable barrière d'espèces est de plus en plus discutée. Elle a notamment été mise en cause par Chastel, qui a introduit le concept de réussite émergentielle chez les pathogènes émergents et pour les maladies émergentes.
Il est possible que dans un contexte de mondialisation des déplacements d'animaux et d'humains, le franchissement de la barrière des espèces soit plus fréquent qu'on ne le pensait autrefois.
Ainsi pour C. Chastel, « La prétendue barrière d’espèce, censée nous protéger des virus issus du monde animal, domestique ou sauvage, apparaît de plus en plus comme un concept » et parmi les pathogènes zoonotiques qui semblent pouvoir assez facilement passer d'espèces animales à l'homme figurent quelques virus à fort potentiel pandémique :
- Sida ;
- Grippe pandémique, dont virus de la grippe espagnole (de 1918-1919) ;
- SRAS ;
- Covid-19 ;
- Chikungunya[2] ;
- virus du Nil occidental (West Nile) ;

et plus localement (par exemple) ;
- virus Marburg ;
- Ebolavirus.

Certains virus ont été facteurs d'émergences virales à ce jour non réussies (ex. : virus H5N1). Les arbovirus, notamment transmis par des tiques ou d'autres invertébrés hématophages, s'adaptent très vite aux résistances immunitaires de leurs hôtes, car à la différence des virus à ADN, leurs erreurs de réplication ne sont pas corrigées par une polymérase, ce qui leur offre un taux exceptionnel de mutation (environ 300 fois plus élevé), qui agit à chaque cycle réplicatif en leur permettant d'explorer rapidement de larges possibilités évolutives, tout en permettant à la métapopulation de constamment conserver des génotypes optimaux. Pour cette raison, ils sont également plus aptes à franchir la barrière d'espèces.
La barrière des espèces peut se matérialiser à diverses étapes du cycle de reproduction du virus : 
- liaison entre le virus et les récepteurs de la cellule ;
- internalisation ;
- décapsidation ;
- rétrotranscription[a] ;
- entrée dans le noyau[a] ;
- intégration[a] ;
- transcription[a] ;
- traduction ;
- formation des protéines virales ;
- expulsion de la cellule infectée.

À une plus grande échelle, d'autres paramètres peuvent protéger les organismes d'une autre espèce tels que la différence de température du corps ou du pH de l'estomac. Pour ces raisons il s'écoule généralement du temps entre les premiers franchissements de la barrière d'espèces et le développement d'une potentialité épidémique. Dans le cas du VIH, ce décalage temporel a ainsi été de plusieurs décennies.